# Dabo
Pour les articles homonymes, voir Dabo.
Dabo est une commune française située dans le département de la Moselle, en région Grand Est.
Ancien chef-lieu du comté du même nom, Dabo est rattaché à la France en 1793. Située aux confins de la Lorraine et de l'Alsace, la commune fait partie du pays de Sarrebourg.

## Géographie
Dabo est un village, situé en plein cœur du Massif des Vosges mosellan, entre Sarrebourg, Phalsbourg et Saverne. Le vaste territoire de la commune s’étend sur le versant ouest du massif vosgien, dans sa partie gréseuse. Ce grès du Buntsandstein, âgé d’environ 240 à 250 millions d’années, constitue un élément marquant du milieu : il se décline dans des reliefs ruiniformes, tout à fait classiques du modelé en structure gréseuse en de multiples endroits de la commune, comme au lieu-dit des Rochers des Corbeaux. Les espèces végétales sont bien adaptées au substrat gréseux qui confère un haut degré d’acidité aux sols : les épineux ou les fougères couvrent une importante partie du ban communal.

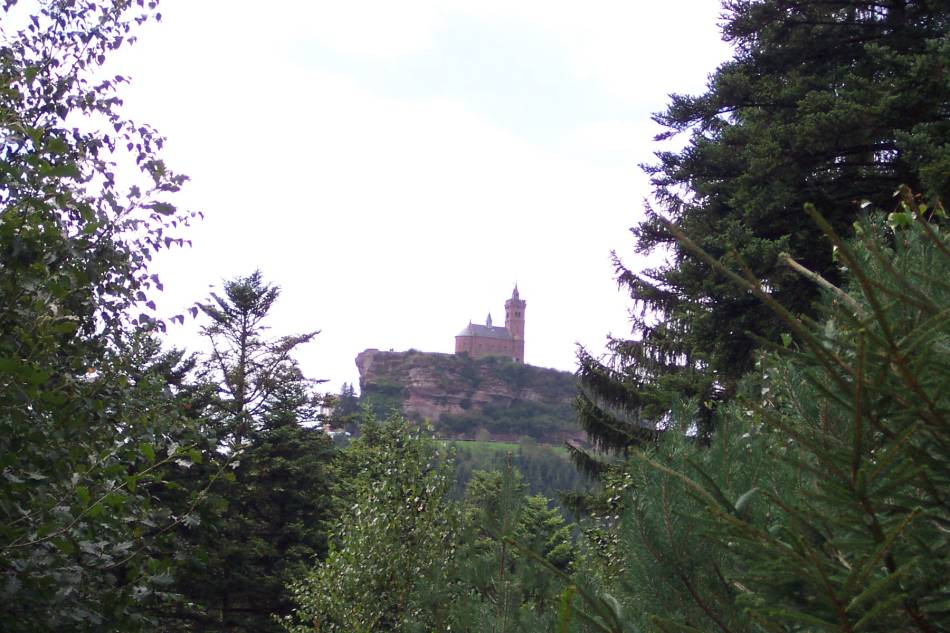
Le rocher de Dabo et sa chapelle Saint-Léon.

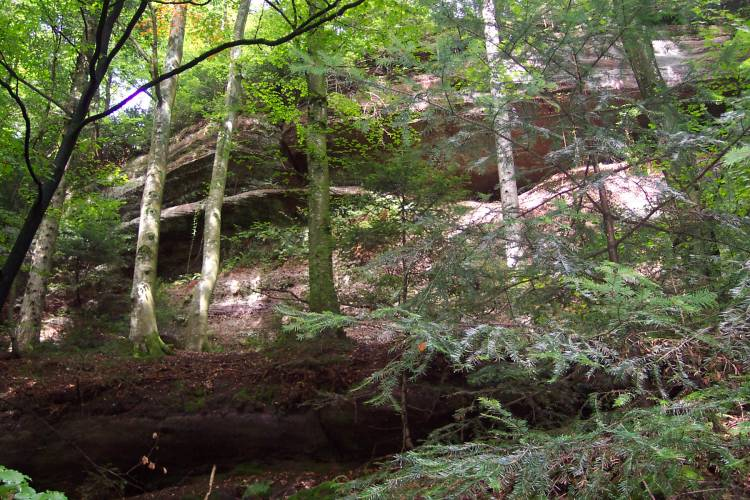
Les roches de grès autour de Dabo.

L’emblème de la localité, le rocher de Dabo, culmine à 647 mètres, au droit d’un sommet de grès. Il doit son élévation à un grès davantage induré par la présence d’éléments détritiques du type galets : l’érosion différentielle n’a donc pas réussi à venir aussi facilement à bout de ce grès plus résistant (voir poudingue). Le relief contraint les vents humides d’ouest à abandonner un surplus de précipitations sur ces contreforts vosgiens par rapport au plateau lorrain : il pleut en moyenne plus de 1 000 millimètres de précipitations à Dabo alors que la lame d’eau précipitée dépasse légèrement 800 millimètres à Sarrebourg et 740 à Metz.
Linguistiquement, au XIXe siècle, la commune est majoritairement francique rhénane avec des minorités alémaniques au nord et à l'est.

### Villages et hameaux
Les habitants de la commune résident dans quatre villages : Dabo, Schaeferhof (dont Galgenthal), Hellert et La Hoube et dans une dizaine de hameaux : Neustadtmühle, Baerenloch, Kuhberg, Lochmuehl (ou Lochmühle), Ballerstein, Ententhal, Rothenbuhl, Falkenfelsen, Hengst, Hoelsberg, Hohweck/Hohwecktal, Horenzmatt, Hopstein, Jaegerhof (ou Jägerhof), Koeppenhof (ou Köppenhof), Laschbach, Raupengarten, Schlossberg, Schneematt, Spitzberg et Zimmerfeld.

### Hydrographie
La commune est située dans le bassin versant du Rhin au sein du bassin Rhin-Meuse. Elle est drainée par la Zorn, la Mossig, la Mossel, le ruisseau le Baerenbach, la Zorn Blanche, le ruisseau de Dabo, le ruisseau le Mittbach et le ruisseau le Traubach.
La Zorn, d'une longueur totale de 96,7 km, prend sa source dans la commune de Walscheid et se jette  dans le canal de la Marne au Rhin à Rohrwiller, après avoir traversé 34 communes.
La Mossig, d'une longueur totale de 33,1 km, prend sa source dans la commune de Wangenbourg-Engenthal et se jette  dans la Bruche à Avolsheim, après avoir traversé 13 communes.
La Mossel, d'une longueur totale de 21,2 km, prend sa source dans la commune  et se jette  dans la Zorn à Dettwiller, après avoir traversé douze communes.
Le Baerenbach, d'une longueur totale de 11,3 km, prend sa source dans la commune  et se jette  dans la Zorn à Haegen, après avoir traversé trois communes.

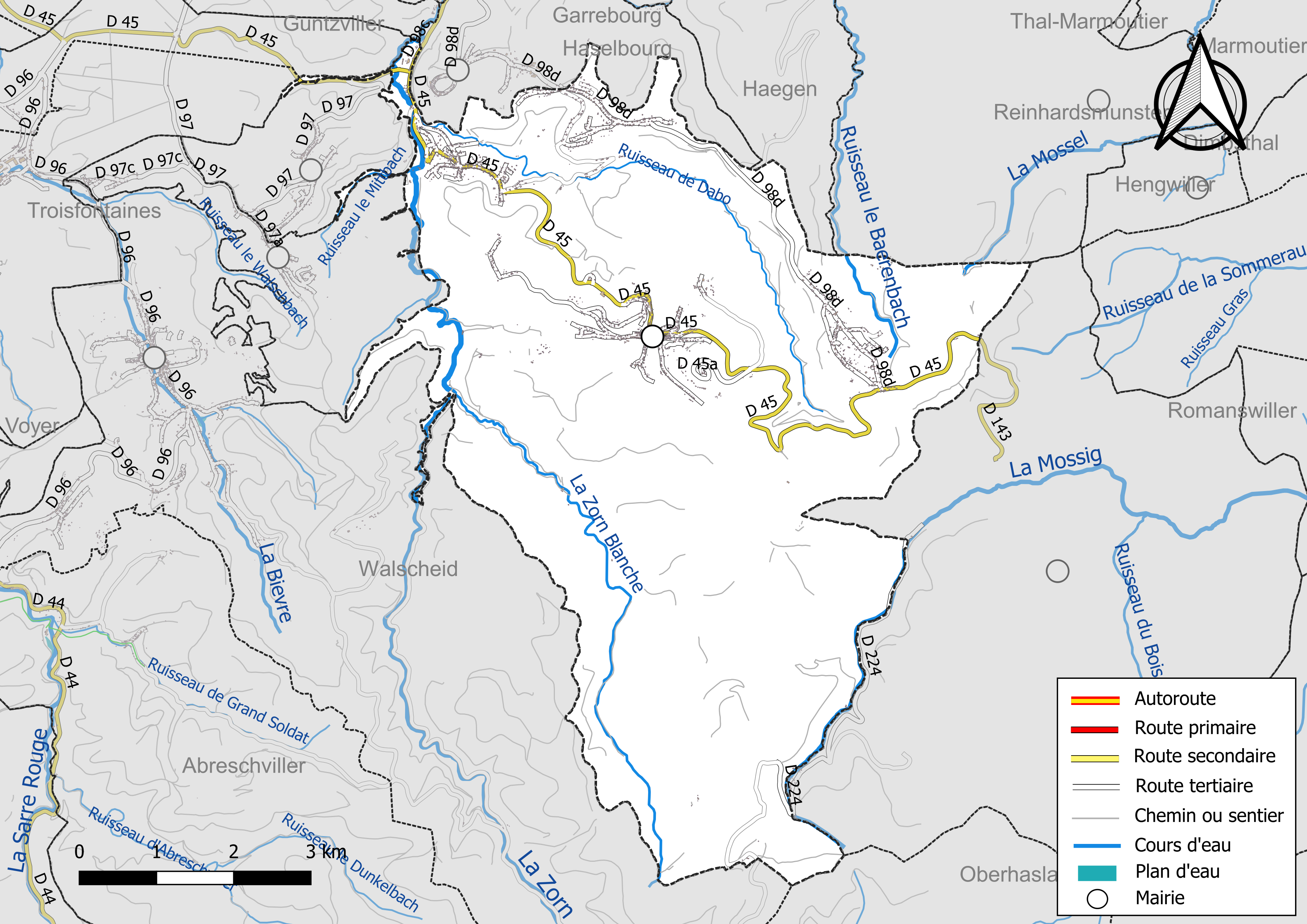
Réseaux hydrographique et routier de Dabo.

La qualité des eaux des principaux cours d’eau de la commune, notamment de la Zorn, de la Mossig, de la Mossel et du ruisseau le Baerenbach, peut être consultée sur un site dédié géré par les agences de l’eau et l’Agence française pour la biodiversité.
| Guntzviller Hommert | Haselbourg (Bas-Rhin) | Reinhardsmunster Bas-Rhin      |
| Harreberg           | Dabo                  | Wangenbourg-Engenthal Bas-Rhin |
| Walscheid           |                       | Oberhaslach Bas-Rhin           |

### Climat
Pour des articles plus généraux, voir Climat du Grand Est et Climat de la Moselle.
En 2010, le climat de la commune est de type climat de montagne, selon une étude du Centre national de la recherche scientifique s'appuyant sur une série de données couvrant la période 1971-2000. En 2020, Météo-France publie une typologie des climats de la France métropolitaine dans laquelle la commune est exposée à un climat semi-continental et est dans la région climatique  Vosges, caractérisée par une pluviométrie très élevée (1 500 à 2 000 mm/an) en toutes saisons et un hiver rude (moins de 1 °C). 
Pour la période 1971-2000, la température annuelle moyenne est de 9,2 °C, avec une amplitude thermique annuelle de 16,6 °C. Le cumul annuel moyen de précipitations est de 1 254 mm, avec 14,2 jours de précipitations en janvier et 11 jours en juillet. Pour la période 1991-2020, la température moyenne annuelle observée sur la station météorologique de Météo-France la plus proche, « Wangenbourg_sapc », sur la commune de Wangenbourg-Engenthal à 6 km à vol d'oiseau, est de 9,9 °C et le cumul annuel moyen de précipitations est de 1 131,8 mm. 
La température maximale relevée sur cette station est de 36,4 °C, atteinte le 25 juillet 2019 ; la température minimale est de −16,9 °C, atteinte le 7 février 2012,,. 
Les paramètres climatiques de la commune ont été estimés pour le milieu du siècle (2041-2070) selon différents scénarios d'émission de gaz à effet de serre à partir des nouvelles projections climatiques de référence DRIAS-2020. Ils sont consultables sur un site dédié publié par Météo-France en novembre 2022.

## Urbanisme

### Typologie
Au 1er janvier 2024, Dabo est catégorisée commune rurale à habitat dispersé, selon la nouvelle grille communale de densité à sept niveaux définie par l'Insee en 2022.
Elle est située hors unité urbaine. Par ailleurs la commune fait partie de l'aire d'attraction de Sarrebourg, dont elle est une commune de la couronne,. Cette aire, qui regroupe 87 communes, est catégorisée dans les aires de 50 000 à moins de 200 000 habitants,.

### Occupation des sols
L'occupation des sols de la commune, telle qu'elle ressort de la base de données européenne d’occupation biophysique des sols Corine Land Cover (CLC), est marquée par l'importance des forêts et milieux semi-naturels (91 % en 2018), une proportion sensiblement équivalente à celle de 1990 (91,7 %). La répartition détaillée en 2018 est la suivante : 
forêts (90,9 %), zones urbanisées (6,1 %), prairies (2,3 %), zones agricoles hétérogènes (0,5 %), milieux à végétation arbustive et/ou herbacée (0,2 %). L'évolution de l’occupation des sols de la commune et de ses infrastructures peut être observée sur les différentes représentations cartographiques du territoire : la carte de Cassini (XVIIIe siècle), la carte d'état-major (1820-1866) et les cartes ou photos aériennes de l'IGN pour la période actuelle (1950 à aujourd'hui).

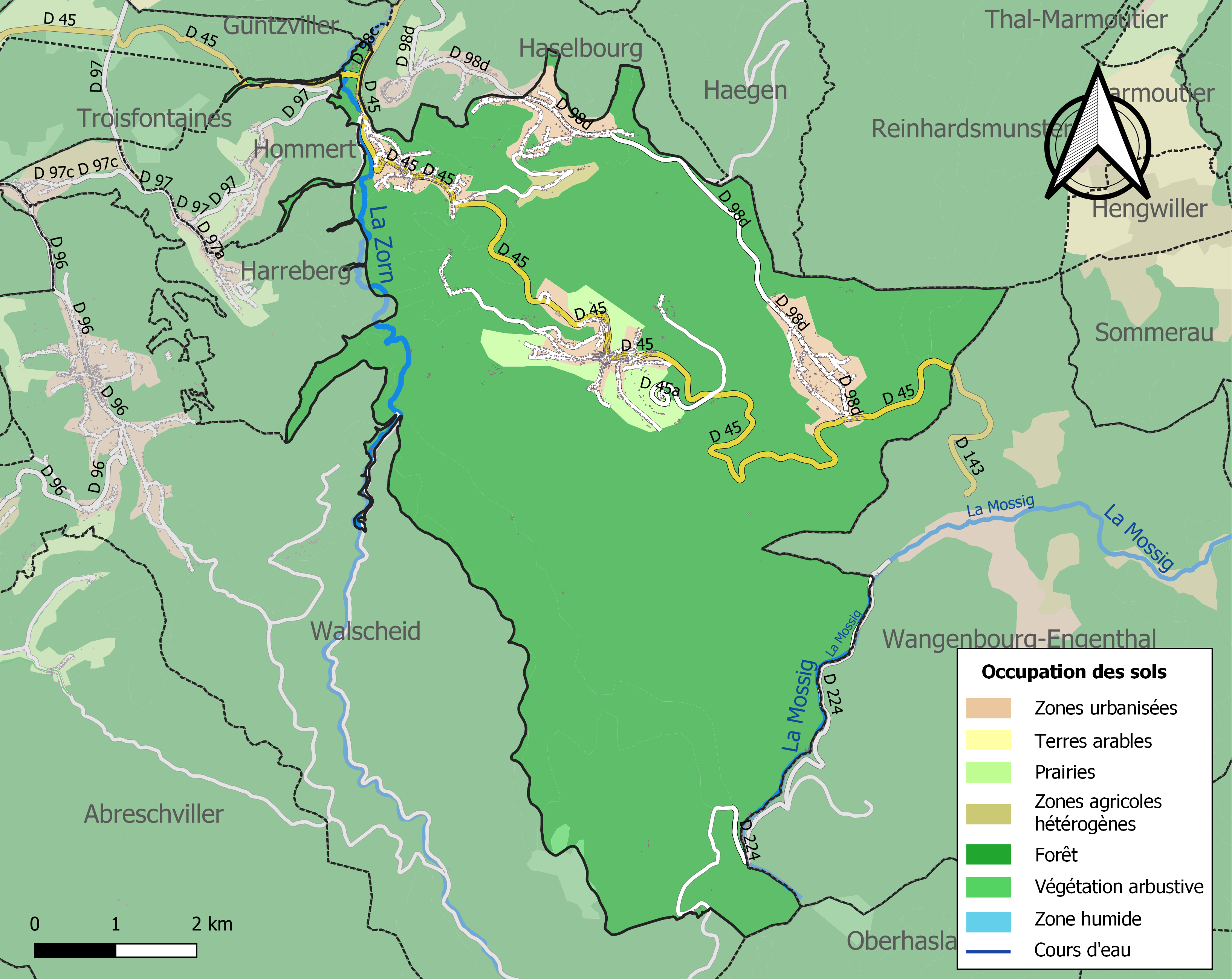
Carte des infrastructures et de l'occupation des sols de la commune en 2018 (CLC).

## Toponymie
- D'un nom de personne germanique Dago suivi du germanique -burg « lieu fortifié »[18].
- Ancien noms[19],[18]: Dasborc/Tasborc (1178), Dasburch (1188), Tagesbuch (1158), Tagesburch (1175), Dasburg (1189), Dasbor (1206), Dagesburg (1227), Tagesburg (1239), Dagespurg (1313), Dachspurg (1576), Dagsburg (1754)[20], Dabo (1793), Dabo ou Dagsbourg (1845), Dagsburg (1871-1919 et 1940-1944)
- En francique lorrain : Dockschbuerj[21] et Dàgschburri, en vosgien : Dabo, en allemand : Dagsburg[22].

### Sobriquets
Surnoms sur les habitants : Die Fuchs (les renards)

## Histoire

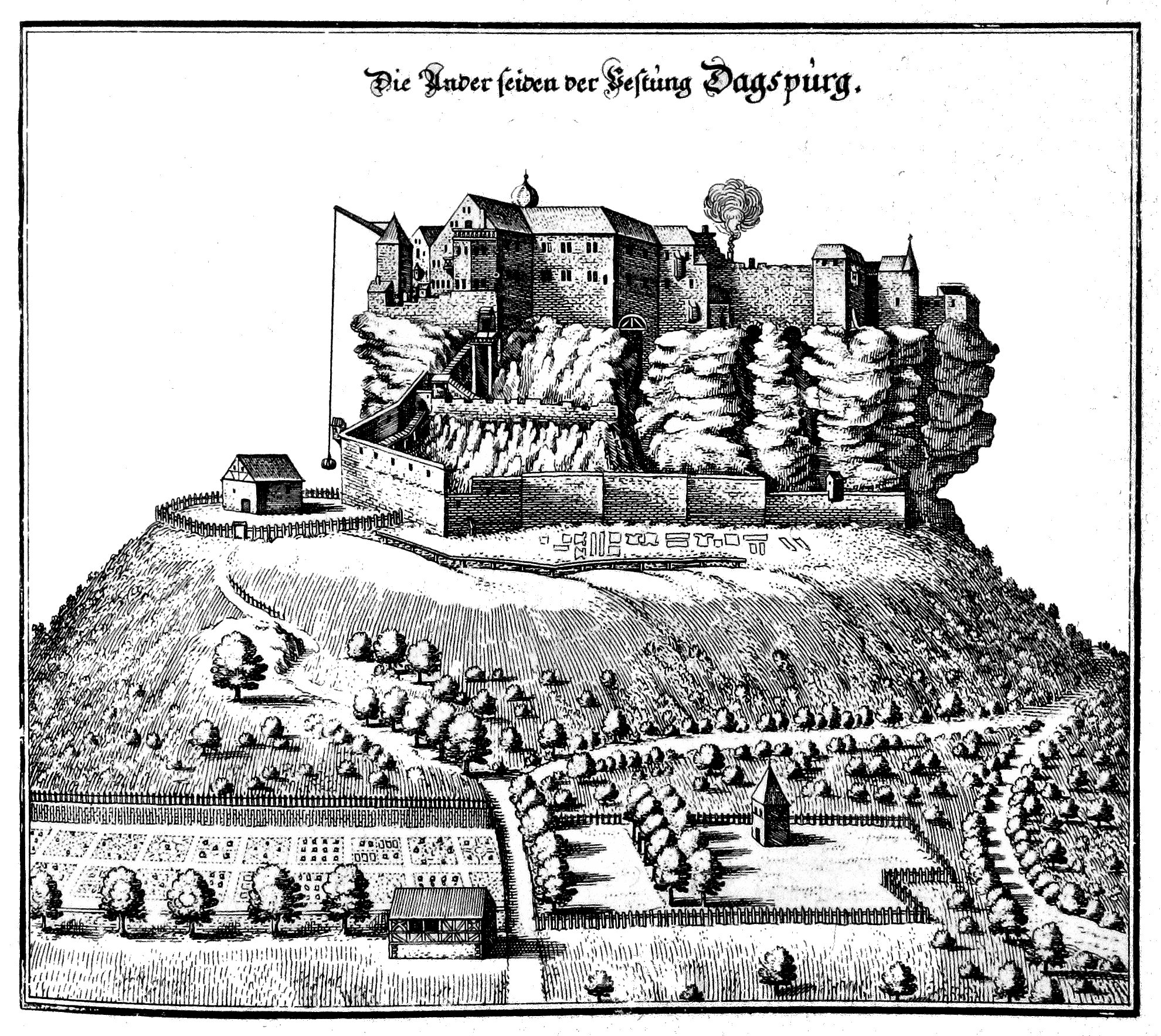
Le rocher de Dabo gravé par Matthäus Merian dans Topographia Alsatiae.

Des vestiges attestent de la présence humaine dès l’âge de pierre, puis des Celtes, des Triboques, des Romains puis des Francs.
Trois familles possédèrent Dabo : la famille de Dagsbourg, issue des ducs d’Alsace et des Carolingiens (IXe-Xe siècle) ; la famille d’Eguisheim jusqu’au début du XIIIe siècle ; la famille de Linange (zu Leiningen), dont les descendants Linange-Heydesheim et Linange-Hartenbourg, résidèrent en Allemagne.

### Les familles comtales
Le comté de Dabo appartint aux Étichonides Hugues Ier, comte du Nordgau (Alsace), au début du Xe siècle, puis à son fils Eberhard IV vers 934. C’est à cette époque que fut construit le château de Dabo (Dachsbourg à l'époque, ou encore Dagsburg en allemand). Les murailles encerclaient tout le pourtour du rocher et comprenaient une tour d’habitation, de petites tours de guet et un bâtiment pour les réserves et les écuries, ainsi qu’un puits pour la réserve d’eau (encore visible aujourd’hui derrière la chapelle). Jouissant de l'immédiateté impériale, le comté de Dabo resta terre d’Empire jusqu’en 1793.
La petite-fille d’Eberhard, Helwige, apporta le comté de Dagsbourg à son époux Hugues VII, comte d'Eguisheim (mort en 1048). Le plus illustre représentant de cette branche d'Eguisheim-Dabo fut leur fils Brunon ou Bruno de Dabo, évêque de Toul puis pape, canonisé en 1087 (saint Léon IX).
Le comté passa en 1234 à la famille de Linange (ou Leiningen en allemand) lorsque l'héritière du comté, Gertrude de Dabo, fille et héritière d'Albert II de Dabo-Moha et de Gertrude de Bade, laissa veuf son troisième époux, Simon de Linange, qui reprit le titre en 1234. Ce sont les Linange-Dabo qui régnèrent sur le comté jusqu'à la Révolution.

### Les occupations françaises
Le 24 octobre 1648, l’Alsace fut cédée à la France par les traités de Westphalie. Les comtes de Linange-Dabo, qui refusèrent allégeance à Louis XIV engagé dans la politique des Réunions, prirent les armes contre lui en 1672. Mais après un long siège devant le château de Dabo, qui constituait un obstacle à l’avancée des troupes, celui-ci dut capituler le 13 mars 1677. Le château fut rasé en 1679 sur ordre de Louis XIV et de Louvois, son ministre d’État.
Le traité de Ryswick en 1697 rendit pourtant le comté aux Linange-Dabo, principauté germanique maintenant enclavée entre le duché de Lorraine redevenu indépendant et l'Alsace devenue française.
En 1793, les Linange-Dabo comptèrent parmi les princes possessionnés que la Convention nationale déposséda, afin de réunir leurs seigneuries à la France ; le comté de Dabo fut alors rattaché au département de la Meurthe. Le traité de Lunéville du 9 février 1801, conclu entre Bonaparte et le Saint-Empire romain germanique, octroya aux princes de Linange, en compensation de leurs pertes territoriales en France, des compensations en Allemagne, en particulier Amorbach en Bavière.

### Une vocation symbolique
Le rocher resta nu pendant un siècle et demi, puis une chapelle consacrée à saint Léon y fut érigée en 1825. À la suite des intempéries, le bâtiment fut démoli en 1889 et reconstruit en style roman avec ajout d’une tour qui servira de belvédère (selon les vœux de Strieve, fondateur du Club vosgien). La nouvelle chapelle fut inaugurée le 12 octobre 1892.
Un sommet informel franco-allemand s’est tenu le 19 juillet 1983 à Dabo entre le président François Mitterrand et le chancelier Helmut Kohl.

## Politique et administration
| Période                                  | Période   | Identité       | Étiquette | Qualité                                                                                         |
| ---------------------------------------- | --------- | -------------- | --------- | ----------------------------------------------------------------------------------------------- |
| Les données manquantes sont à compléter. |           |                |           |                                                                                                 |
| ca. 1966                                 |           | Paul Anstett   |           |                                                                                                 |
| mars 1989                                | mars 2001 | Joseph Husser  |           |                                                                                                 |
| mars 2001                                | mars 2008 | Claude Anstett | DVD       |                                                                                                 |
| mars 2008                                | mai 2020  | Joseph Weber   | UMP-LR    | Retraité                                                                                        |
| mai 2020                                 | En cours  | Éric Weber     | LR        | Responsable de division commerciale 1er vice-président de la CC du Pays de Phalsbourg (2020 → ) |

## Économie
Le siège social de l'entreprise de travaux publics Lingenheld se trouve à Dabo.

## Démographie
L'évolution du nombre d'habitants est connue à travers les recensements de la population effectués dans la commune depuis 1793. Pour les communes de moins de 10 000 habitants, une enquête de recensement portant sur toute la population est réalisée tous les cinq ans, les populations de référence des années intermédiaires étant quant à elles estimées par interpolation ou extrapolation. Pour la commune, le premier recensement exhaustif entrant dans le cadre du nouveau dispositif a été réalisé en 2005.

En 2022, la commune comptait 2 367 habitants, en évolution de −6,33 % par rapport à 2016 (Moselle : +0,52 %, France hors Mayotte : +2,11 %).
| 1793  | 1800  | 1806  | 1821  | 1831  | 1836  | 1841  | 1846  | 1851  |
| ----- | ----- | ----- | ----- | ----- | ----- | ----- | ----- | ----- |
| 1 200 | 1 439 | 1 446 | 1 831 | 2 080 | 2 183 | 2 258 | 2 341 | 2 382 |

| 1856  | 1861  | 1871  | 1875  | 1880  | 1885  | 1890  | 1895  | 1900  |
| ----- | ----- | ----- | ----- | ----- | ----- | ----- | ----- | ----- |
| 2 387 | 2 516 | 2 563 | 2 635 | 2 757 | 2 745 | 2 887 | 2 812 | 3 037 |

| 1905  | 1910  | 1921  | 1926  | 1931  | 1936  | 1946  | 1954  | 1962  |
| ----- | ----- | ----- | ----- | ----- | ----- | ----- | ----- | ----- |
| 3 090 | 3 072 | 2 953 | 3 004 | 2 975 | 3 021 | 2 987 | 2 886 | 2 993 |

| 1968  | 1975  | 1982  | 1990  | 1999  | 2005  | 2006  | 2010  | 2015  |
| ----- | ----- | ----- | ----- | ----- | ----- | ----- | ----- | ----- |
| 3 008 | 2 982 | 2 913 | 2 789 | 2 780 | 2 670 | 2 663 | 2 625 | 2 538 |

| 2020  | 2022  | - | - | - | - | - | - | - |
| ----- | ----- | - | - | - | - | - | - | - |
| 2 384 | 2 367 | - | - | - | - | - | - | - |

## Culture locale et patrimoine

### Lieux et monuments

#### Édifices civils et curiosités naturelles

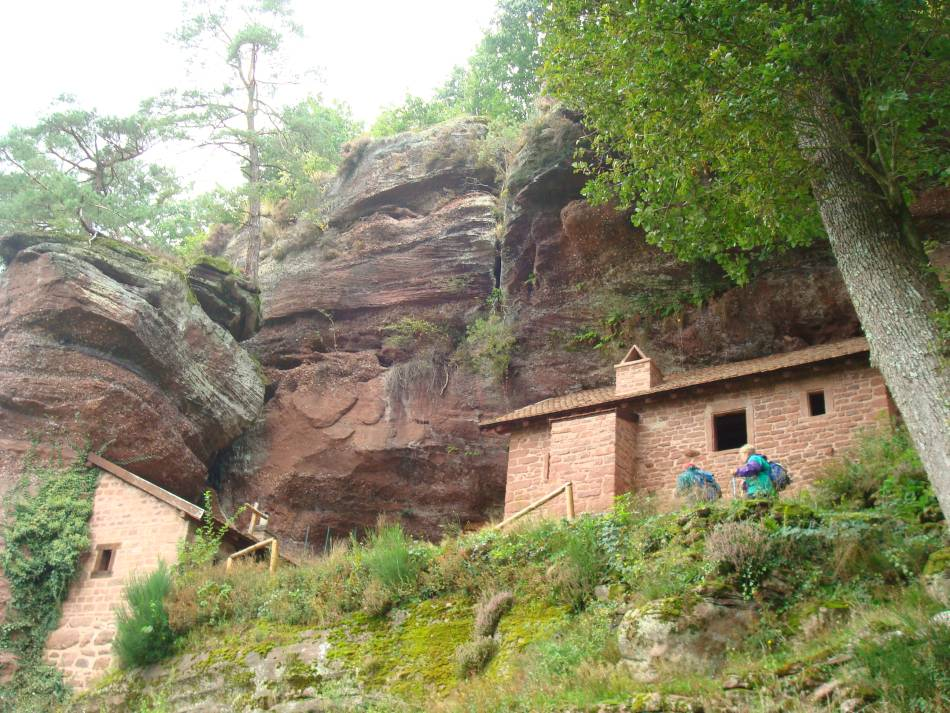
Maisons troglodytiques.

- Le rocher de Dabo, culminant à 650 mètres, surmonté de la chapelle Saint-Léon (664 mètres).
- Le promontoire-belvédère du Backofenfels, avec son vaste panorama sur le rocher de Dabo et le plateau lorrain (740 mètres).
- Le promontoire d’escalade du Falkenfelsen, entre Hellert et Haselbourg (426 mètres) : superbe vue sur Dabo et sa vallée, maisons troglodytiques au pied de la falaise, voies d’escalade variées, etc.
  - Ces maisons troglodytiques du Falkenfelsen datent de bien avant la construction des premières maisons de Hellert en 1789. Un recensement de 1872 dénombre 38 personnes vivant sous les rochers en marge de la société. En 1894, l’administration allemande fait sauter ces habitations pour obliger les habitants à résider dans les villages (indications figurant sur le panneau à l’entrée du site). Seules subsistent trois habitations situées sur des domaines privés, soigneusement restaurées et qui peuvent être visitées.
- Le circuit VTT de l’Eichelkopf (accessible depuis le col forestier de la Schleif, ou aussi, depuis le hameau de la Hoube).
- Le rocher du Nutzkopf (515 m), avec son beau et confortable sommet (banc de repos et vue).
- Le Steinerne Mænnel, ou « hommelet de pierre », est un monolithe aux formes anthropomorphes situé dans la vallée de la Mossig, près du sommet du Grand Rosskopf.
- De nombreux circuits pédestres balisés permettent des randonnées sans difficultés et d’admirer la région depuis les nombreux belvédères (Site web des Randonnées pédestres).

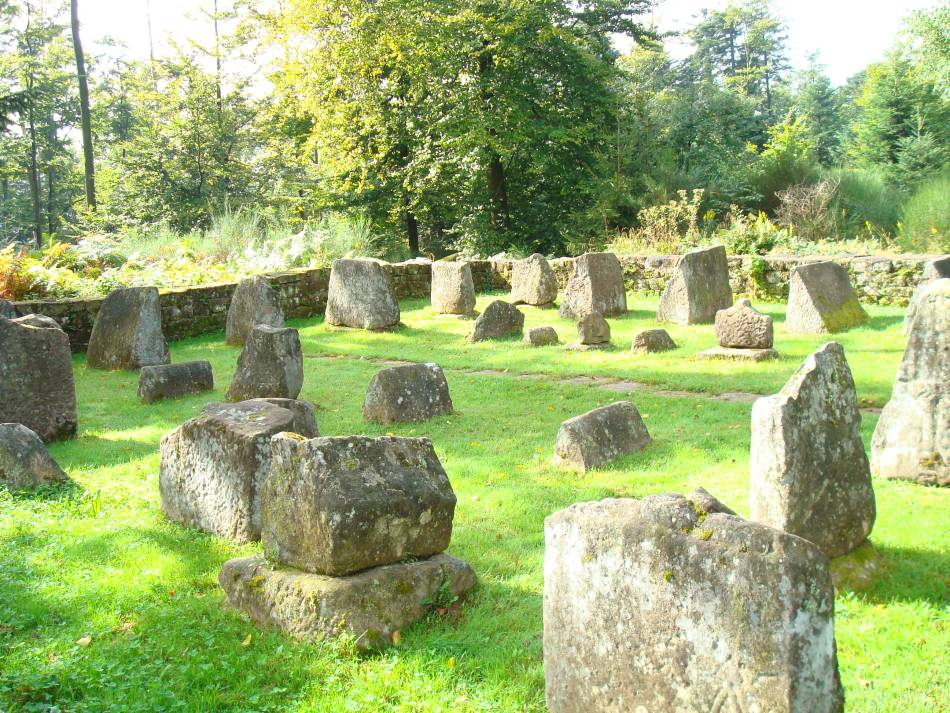
Cimetière romain de Beimbach.

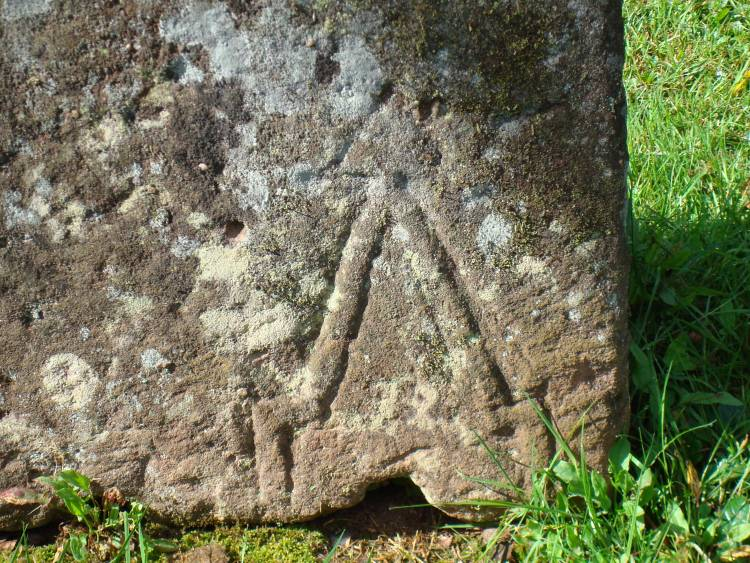
Détail d’une ouverture à la base de la pierre tombale.

- Site de l'Altdorf : Regroupement de ruines de maisons, longtemps interprété comme un hameau gallo-romain, correspondrait en fait au village disparu d'Oberzorn[33].
- Au lieu-dit les Trois Saints  sur les hauteurs du village de Walscheid est situé un petit cimetière. Ce cimetière est tout ce qui reste d'un village d'époque gallo-romaine.

Les historiens du XIXe siècle pensaient qu'un camp retranché romain existait sur le plateau séparant la vallée de la Briévre et la vallée de la Beimbach. Des recherches plus récentes ont déterminé qu'à la place d'un camp retranché, nous avons affaire à des habitations établies à flanc de coteau près de sources. Ces habitations étaient regroupées en village ou étaient des fermes isolées. Au temps de la Pax Romana, vivait dans les Vosges, une nombreuse population gallo-romaine. L'Empire romain construisait beaucoup et les Vosges fournissaient le bois et les pierres nécessaires. Les familles établies ici exploitaient les carrières et la forêt, tandis que d'autres cultivaient la terre et élevaient des bêtes pour les nourrir.
Le cimetière regroupe dans un enclos trente et une pierres tombales. Le cimetière a été largement pillé par les archéologues du XIXe siècle. En 1862, la Société Impériale des Antiquaires de France fit une razzia sur les plus belles pierres. Celles-ci ont rempli les musées de Saverne, de Colmar, de Strasbourg, de Metz et de Saint-Germain-en-Laye. Les tombes gallo-romaines visibles ici sont constituées d'une dalle rectangulaire posée à plat sur le sol, surmontée d'une pierre taillée en forme de maison. La dalle possède en son centre une cavité destinée à recevoir l'urne funéraire. À l'époque, les corps étaient incinérés. La pierre en forme de maison possède parfois une ouverture communiquant avec la cavité permettant la dépose d'offrandes. La pierre tombale avait la forme d'une maison pour que le mort se sente chez lui durant le grand voyage. Souvent la stèle maison est décorée de symboles tels que des roues solaires. Ces stèles maison sont une production typique de la culture des sommets vosgiens qui s'est développée lors de la conquête romaine dans le Nord des Vosges.
Le nom des Trois Saints serait lié à une légende racontée par les habitants de Walscheid. Ces habitants auraient vu, sur ce sommet, une procession fantomatique de trois hommes portant des bannières. Ceci s'est passé il y a bien longtemps.
- La cristallerie de Dabo et les tailleurs de cristal montrent tout l’art du travail du verre et de la décoration par taillage (tailleur sur cristal).

#### Édifices religieux
- Chapelle Saint-Léon, construite en 1825, démolie en 1889 et reconstruite en style néo-roman sur le rocher de Dabo : armes et statue de saint Léon IX.
- Église Saint-Blaise XVIIIe siècle, agrandie début XXe siècle : autels XVIIIe siècle, grande toile de l’Assomption XVIIe siècle.
- Église Saint-Pierre de (la Hoube) XVIIIe siècle
- Église Saint-Hilaire à (Hellert) XXe siècle
- Église Saint-Joseph à (Schaeferhof) XIXe siècle
- Chapelle Sainte-Odile à (Schaeferhof).

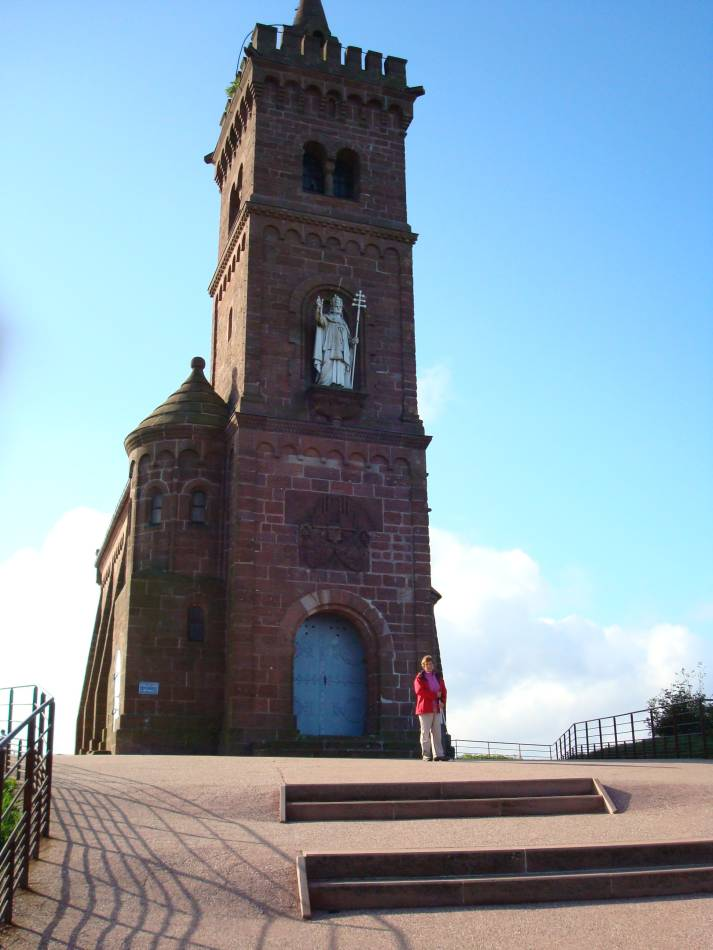
Chapelle Saint-Léon.
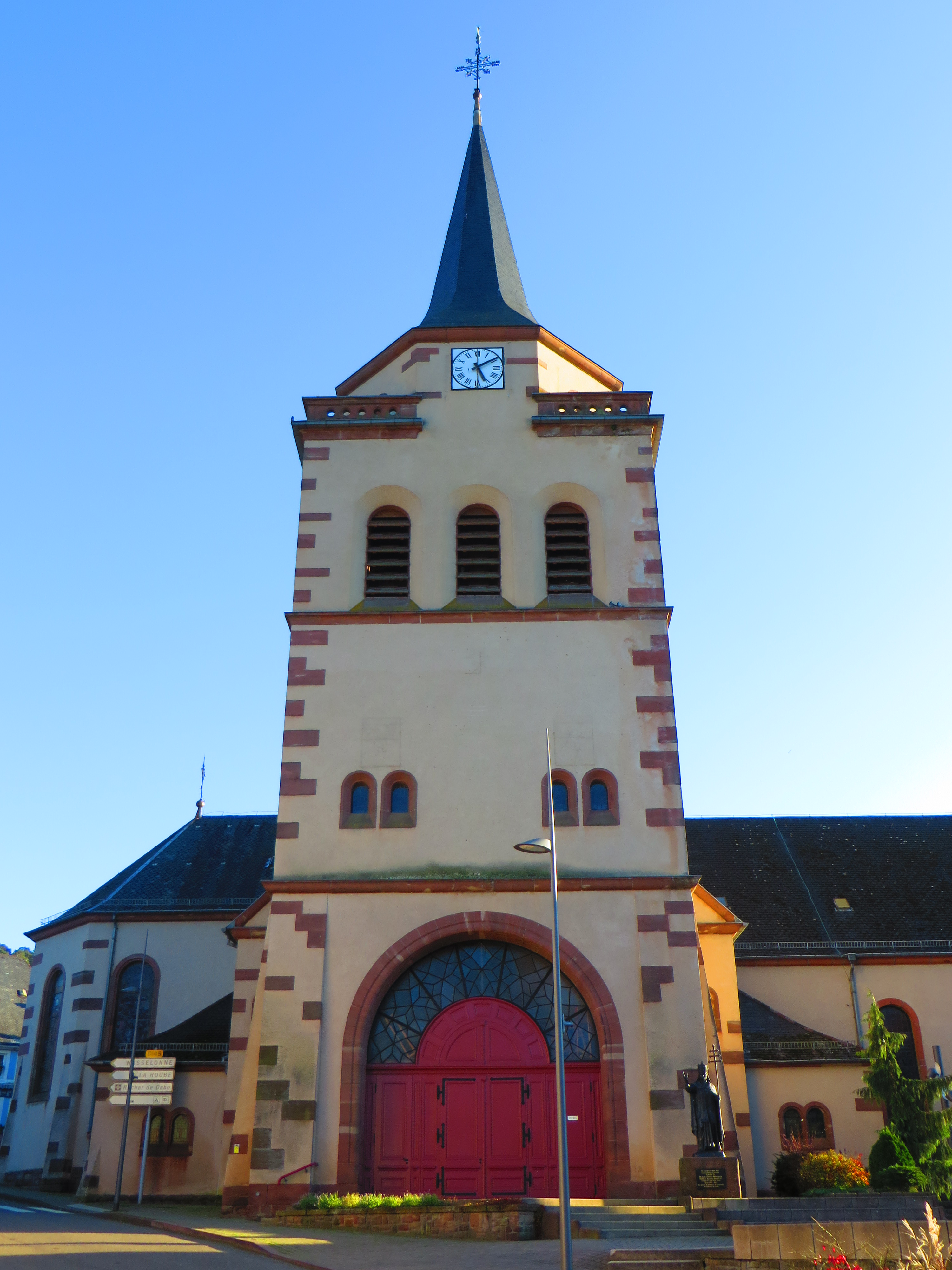
Église Saint-Blaise.
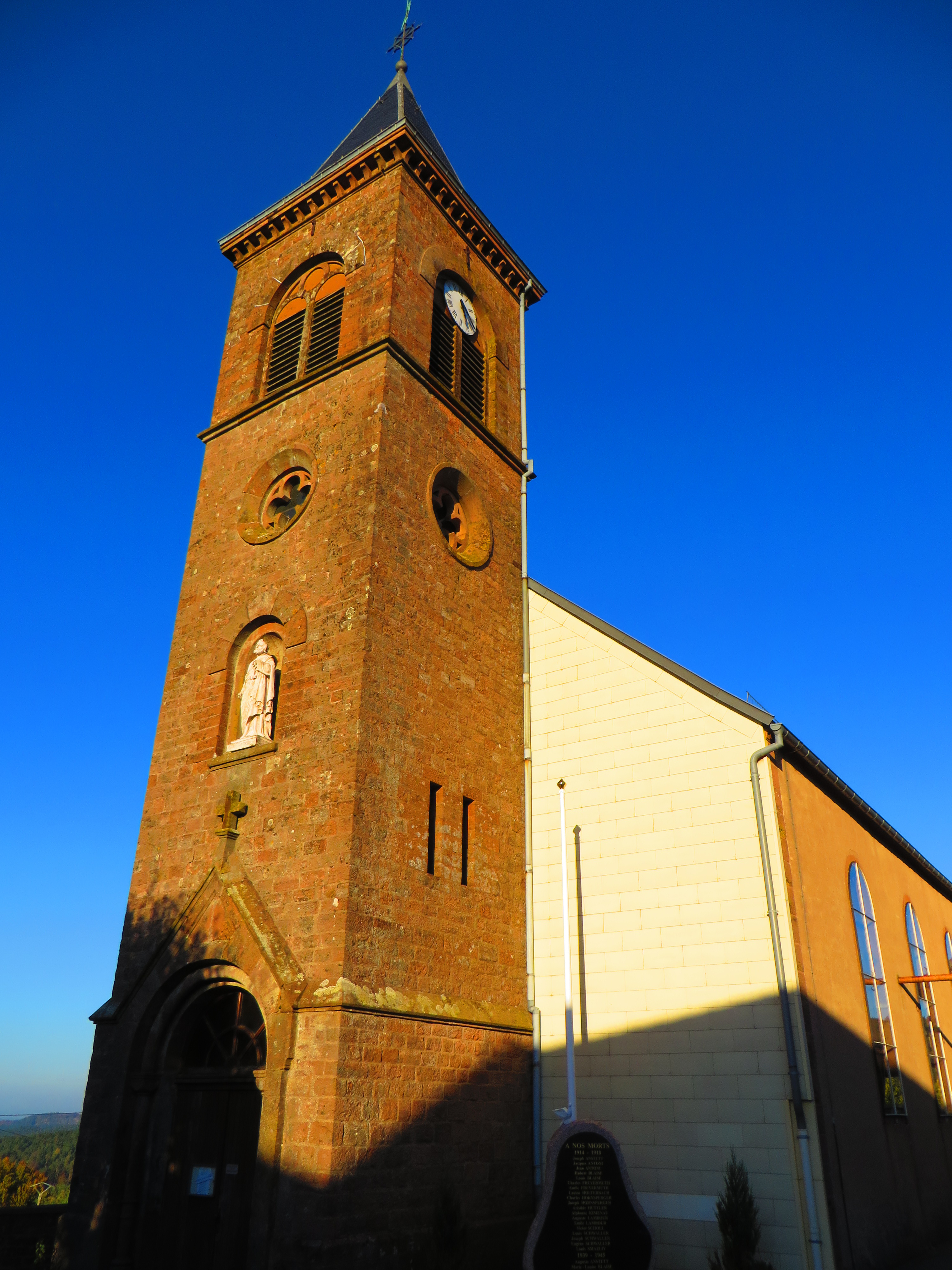
Église Saint-Pierre de La Hoube
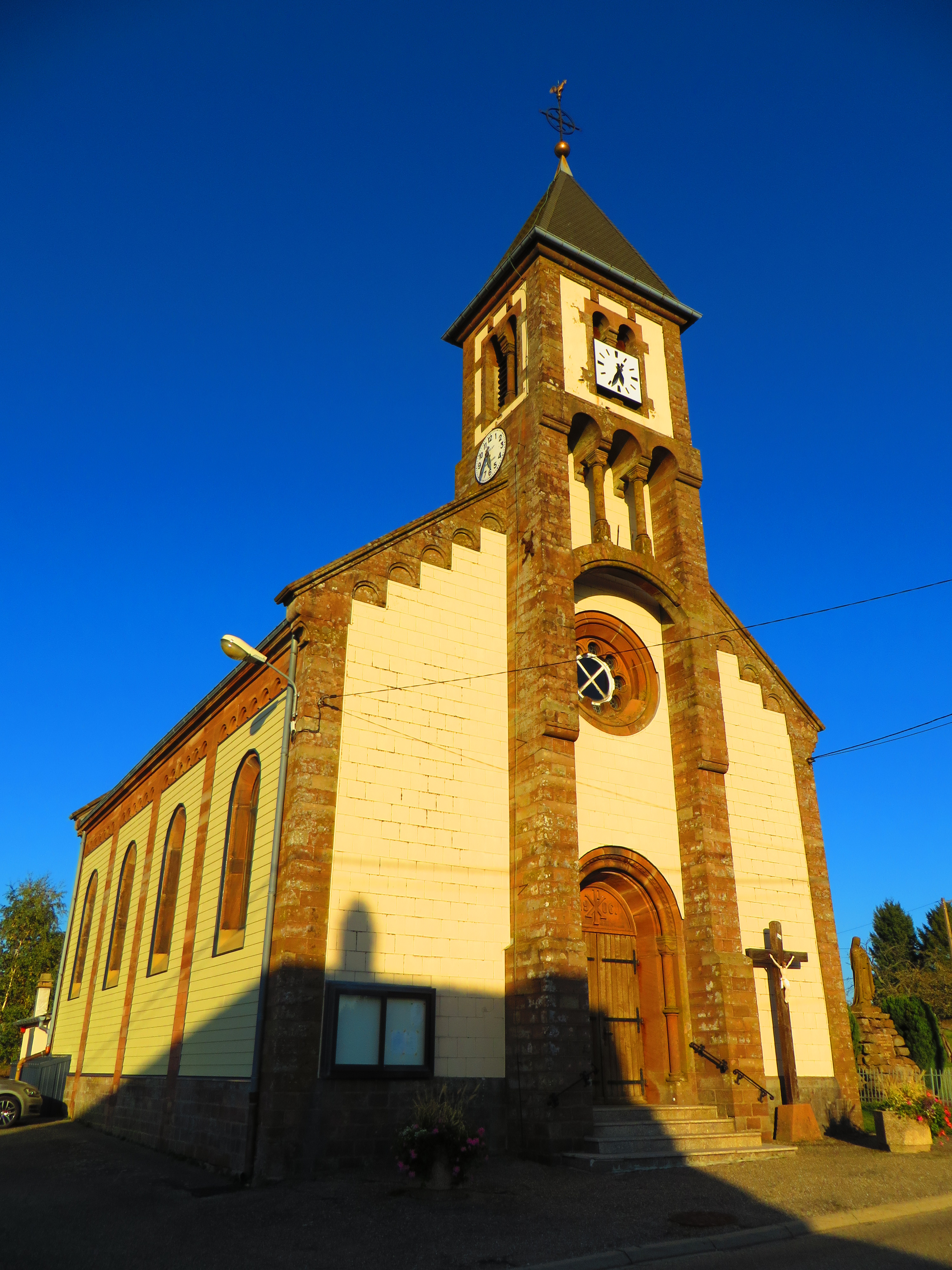
Église Saint-Hilaire de Hellert
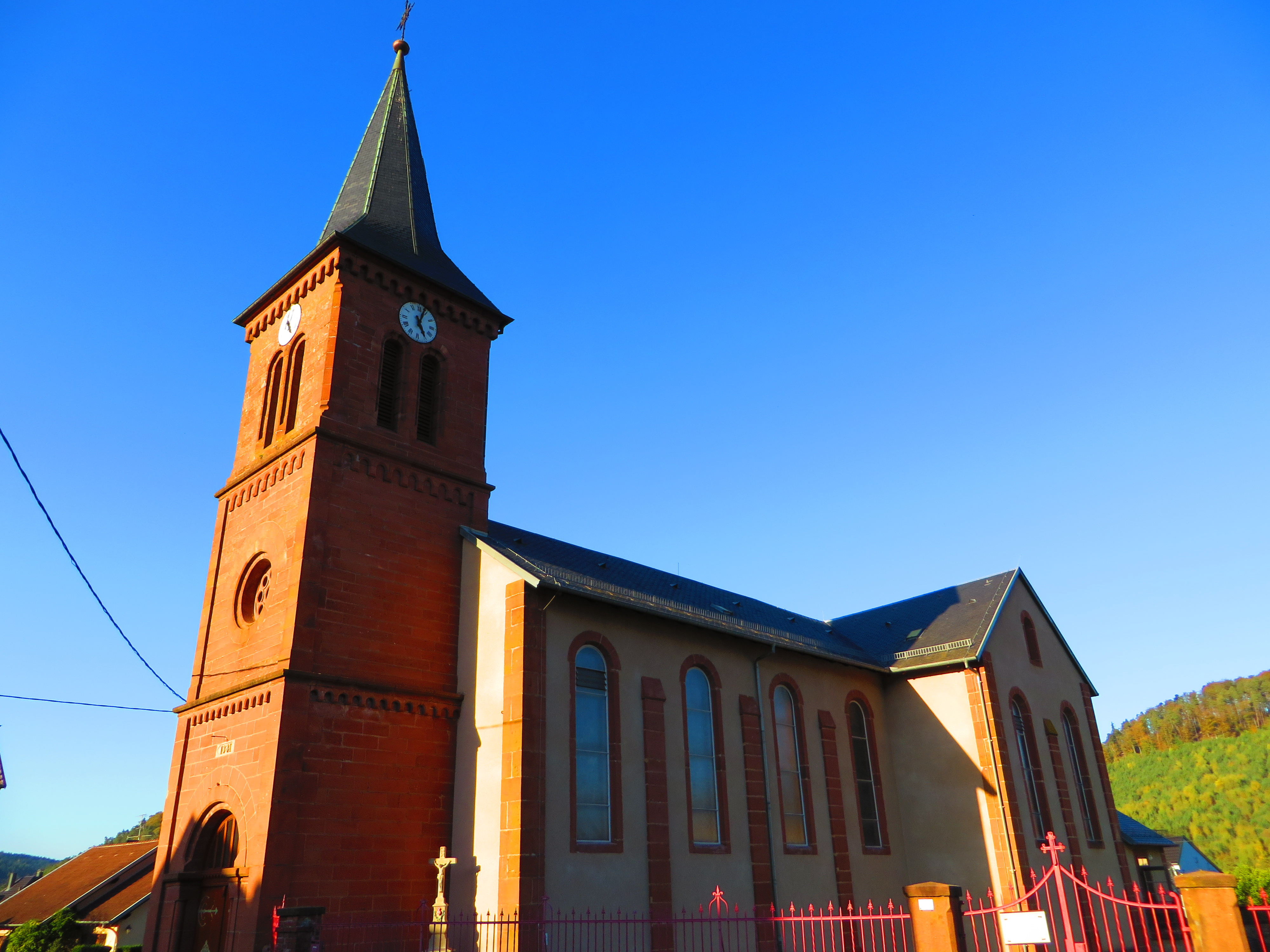
Église Saint-Joseph de Schaeferhof
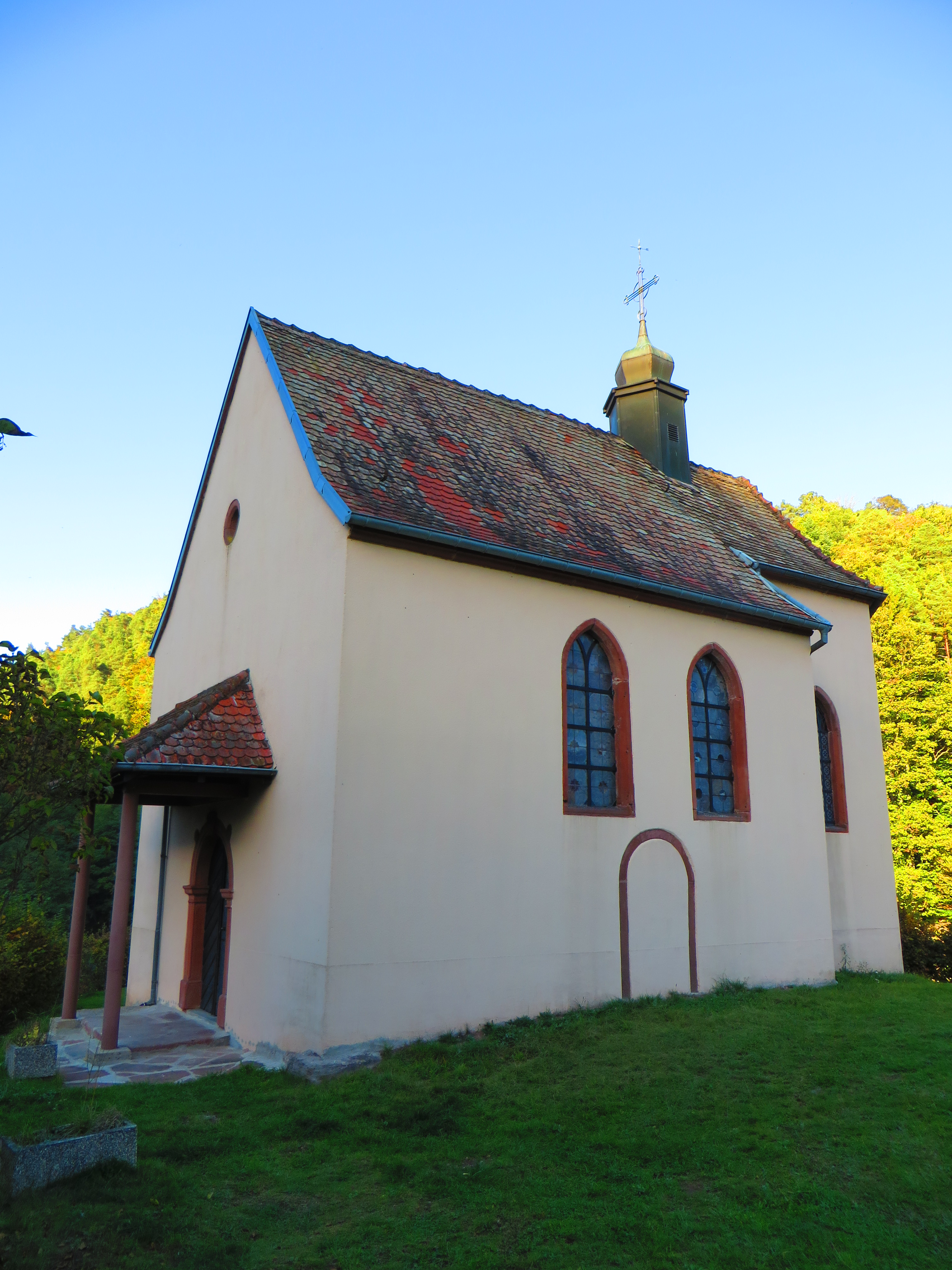
Chapelle sainte odile de Schaeferhof

### Personnalités liées à la commune
- Le pape Léon IX (1002-1054) serait né à Dabo, ce que conteste la ville alsacienne d’Eguisheim, se réclamant également la patrie du saint homme, ainsi que le village lorrain de Walscheid.
- Ignace Schott (1818-1883), graveur, peintre, décorateur, maître de dessin, né à Dabo (il est le fils de Jacques Schott et de Marie Catherine Weber)[34] et mort à Détroit aux États-unis, est le père du peintre américain Leon Dabo (1874-1960) né Pierre Paul Léon Schott à Saverne, et de son frère Theodore Scott-Dabo (en) (1865-1928), également peintre renommé. Ils ont américanisé leur patronyme en enlevant le h, et en y adjoignant le nom de leur village originel.

### Héraldique
| Blason de Dabo | Blason  | D'argent au lion de sable, armé et lampassé de gueules, à la bordure du même, au rais d'escarboucle fleurdelisé d'or, brochant sur le tout. |
| Blason de Dabo | Détails | Le statut officiel du blason reste à déterminer.                                                                                            |

### Fêtes et coutumes
- Une ancienne coutume qui remonte au XVIe siècle, à la suite du repeuplement de la région par des colons venus de France, de Bavière, de Suisse et du Tyrol, les seigneurs leur accordèrent de nombreux droits forestiers, dont le plus ancien date de 1569. Encore de nos jours les descendants de ces colons bénéficient de l’octroi de 8 arbres résineux par an (droit dit du Bois Bourgeois de Dabo). Cette coutume donne lieu à une importante foire annuelle qui se déroule après le 11 novembre.

### Sur la trace de la Chouette d'or
Le 3 octobre 2024, la mystérieuse « Chouette d'or » est retrouvée à proximité des bornes Saint-Martin, un lieu symbolique et bien connu dans la région. Les solutions des énigmes ainsi que le lieu concerné ont été révélés le 2 mai 2025. Cette découverte met fin à plus de 32 ans d'une chasse au trésor acharnée, de rumeurs et de nombreuses légendes.

## Pour approfondir